# Rostislaw Kaischew

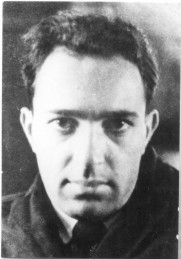
Kaischew (1964)

Rostislaw Kaischew (bulgarisch Ростислав Каишев; * 16. Februarjul. / 29. Februar 1908greg. in Sankt Petersburg; † 19. November 2002 in Sofia) war ein bulgarischer physikalischer Chemiker.
Kaischew gehört zu den Begründern der physikalisch-chemischen Theorie der Phasenbildung, der Nukleation (Keimbildung) und des Kristallwachstums.  Kaischew war Vizepräsident der Internationalen Union für Reine und Angewandte Physik (IUPAP) und von 1962 bis 1968 Vizepräsident der Bulgarischen Akademie der Wissenschaften.

## Leben

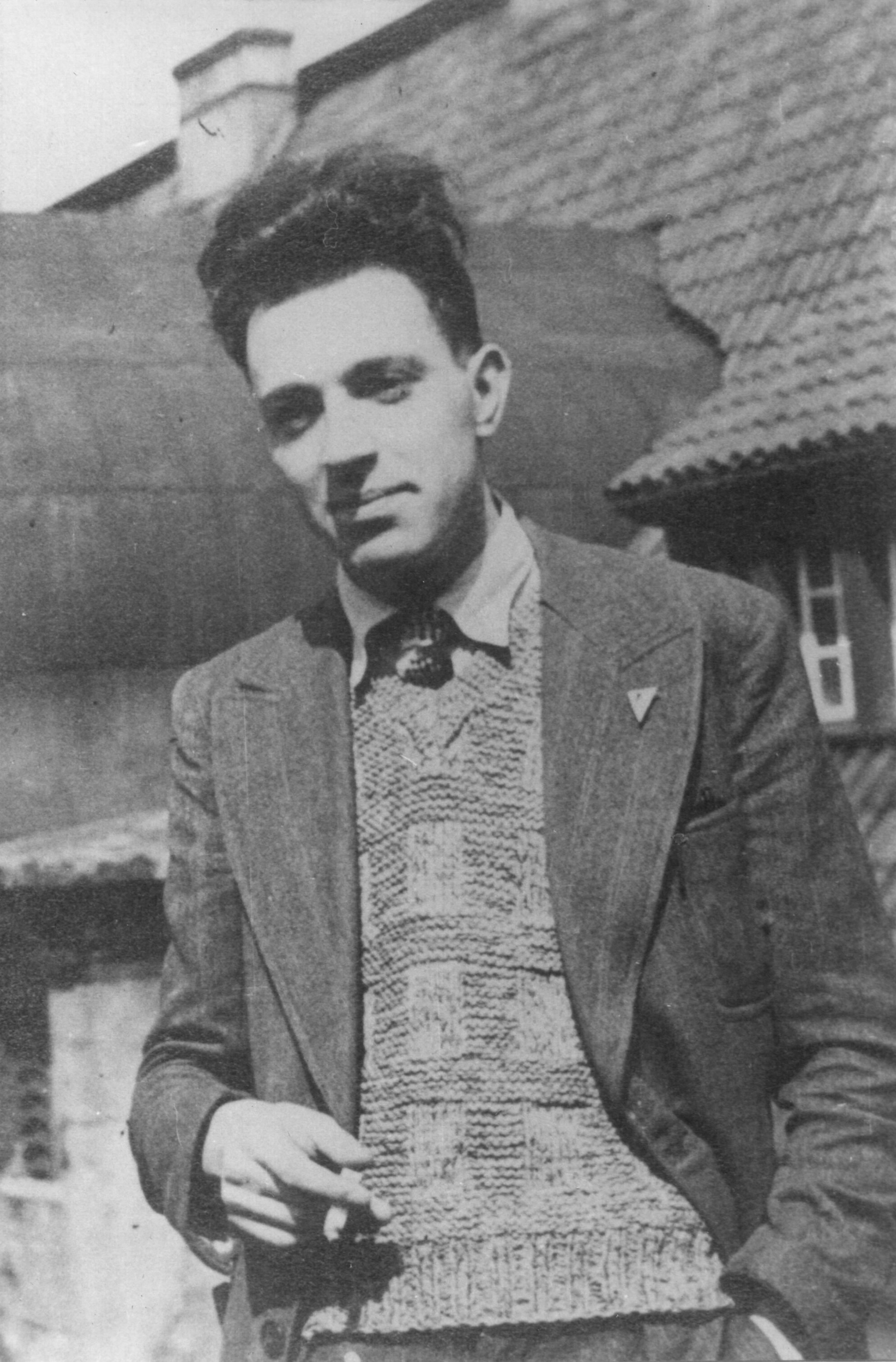
Kaischew (1939)

Kaischew wurde als Sohn eines bulgarischen Generals an der Kaiserlichen Generalstabsakademie in Sankt Petersburg geboren. 1930 schloss Rostislaw Kaischew sein Studium der Chemie an der Universität Sofia ab, wobei er unter anderem bei dem Professor für Physikalische Chemie Iwan Stranski studierte. Bei dem Thermodynamiker Franz Eugen Simon promovierte Kaischew an der Universität Breslau mit einer Arbeit über die thermodynamischen Eigenschaften des flüssigen und des festen Heliums. 1932 ging er als Assistent in der Abteilung für physikalische Chemie zurück an die Universität Sofia. 1934 war Kaischew erneut in Deutschland, diesmal mit einem Stipendium der Alexander von Humboldt-Stiftung. 1941 erhielt Kaischew an der Universität Sofia eine Stelle als Dozent, 1947 wurde er Professor für Physikalische Chemie und 1958 Direktor des von ihm gegründeten Instituts für Physikalische Chemie der Bulgarischen Akademie der Wissenschaften. 1989 wurde er emeritiert.

## Wirken

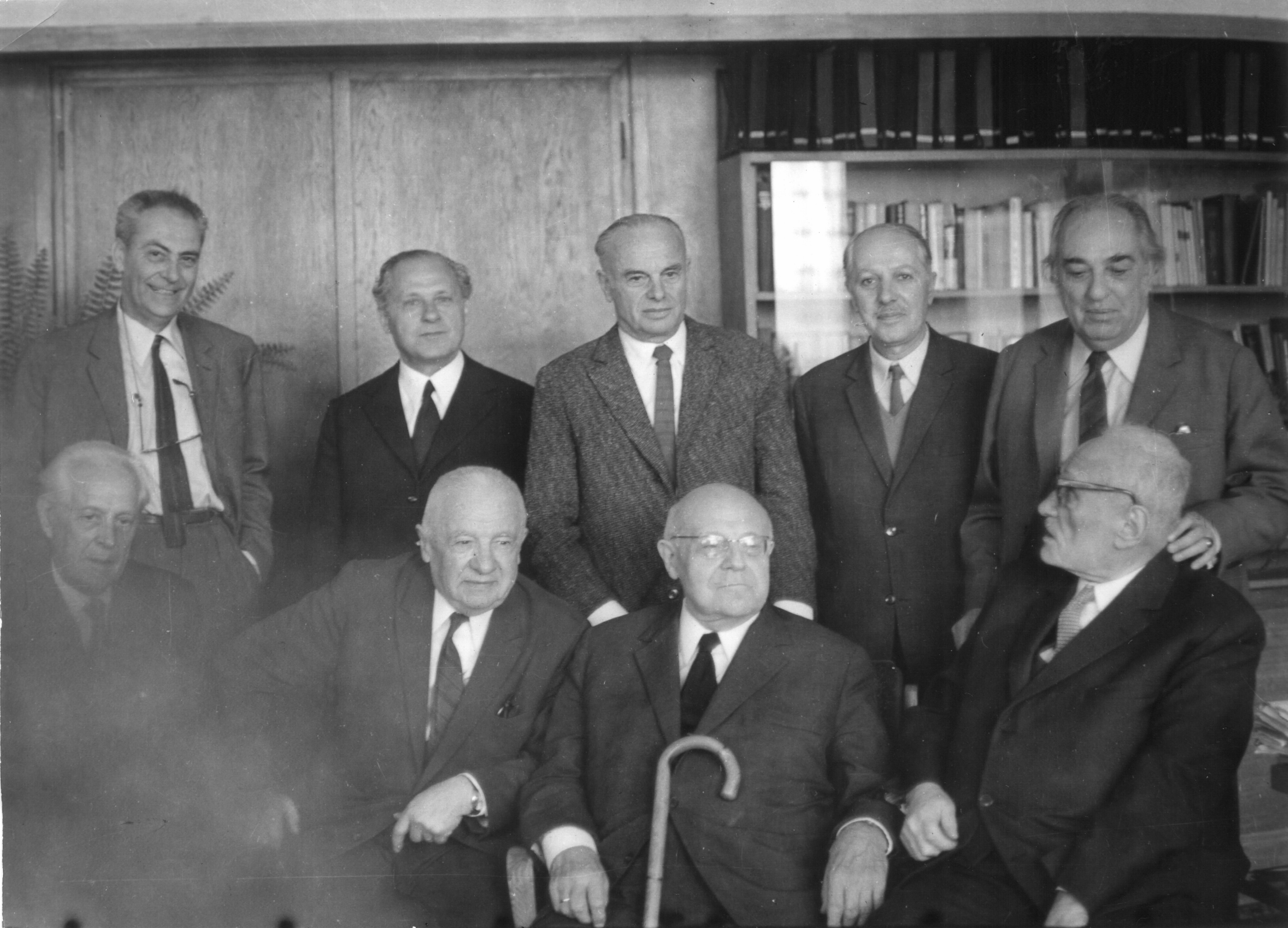
Die Bulgarische Schule für physikalische Chemie 1970

Kaischew sorgte für eine Annäherung des thermodynamischen und des molekularkinetischen Ansatzes bei der Behandlung von Kristallwachstum und Keimbildung.
Kaischew war überwiegend Theoretiker, suchte aber die enge Verbindung zum Experiment. Er veröffentlichte seine ersten Arbeiten gemeinsam mit Iwan Stranski, einem Pionier der Kristallwachstumsforschung. Nachdem Stranski 1927 grundlegende Arbeiten über die atomare Theorie der Gleichgewichts- und Wachstumsformen von Ionenkristallen veröffentlicht hatte (unabhängig etwa gleichzeitig Walther Kossel), widmeten sich Stranski und Kaischew danach homöopolaren Kristallen. 1934 entwickelten beide für diese eine einheitliche molekularkinetische Theorie für Gleichgewichtsformen und Keimbildung in zwei und drei Dimensionen. Sie schrieben auch Pionierarbeiten über die kinetische Theorie der Kristallbildung aus Dämpfen und von Blasen in überhitzten Flüssigkeiten. Ab 1939 befasste er sich auch mit der mikroskopischen Theorie des Wachstums kleiner Kristalle auf Oberflächen (Rauheit) und ab Anfang der 1950er Jahre von Wachstum von Kristallen auf fremden Substraten (wie Bildung dünner Filme). Er untersuchte den Einfluss adsorbierter fremder Substanzen auf die Keimbildung, die Keimbildung in kleinen Flüssigkeitstropfen und Bildung kleiner Cluster.
Weitere grundlegende Arbeiten befassten sich mit der Theorie und experimentellen Untersuchung der Kristallisation (Wachstum und Keimbildung) von Metallen bei Elektrolyse (Elektrokristallisation). In den 1950er Jahren gelangen seiner Gruppe auch erste Filmaufnahmen der Bildung von Wachstumsspiralen von Silber bei der Elektrolyse.
Kaischew gehört zu den Begründern einer bulgarischen Schule für physikalische Chemie. Aus ihr gingen fünf weitere Mitglieder der Bulgarischen Akademie der Wissenschaften und mehr als 20 Professoren hervor.

## Auszeichnungen (Auswahl)
- 1947 Korrespondierendes Mitglied der Bulgarischen Akademie der Wissenschaften, 1961 Ordentliches Mitglied. 1962 bis 1968 war er deren Vizepräsident.
- 1957 Korrespondierendes Mitglied der Akademie der Wissenschaften der DDR, 1969 Auswärtiges Mitglied[2]
- 1968 Mitglied der Leopoldina[3]
- 1987 Cothenius-Medaille der Leopoldina[4]

Kaischew war außerdem Mitglied der Tschechoslowakischen Akademie der Wissenschaften und der Sächsischen Akademie der Wissenschaften.
Das Institut für physikalische Chemie der Bulgarischen Akademie der Wissenschaften trägt heute Kaischews Namen.